# Zbór Kościoła Chrześcijan Baptystów w Szczecinku
Zbór Kościoła Chrześcijan Baptystów w Szczecinku – zbór Kościoła Chrześcijan Baptystów znajdujący się w Szczecinku, przy ulicy Kościuszki 64A.
Nabożeństwa odbywają się w każdą niedzielę o godzinie 11:00.